# Выселки (Ростовская область)
Вы́селки — хутор в Матвеево-Курганском районе Ростовской области.
Входит в состав Екатериновского сельского поселения.

## Население
| 2010 |
| ---- |
| 33   |

## Улицы
На хуторе имеется одна улица — Полевая.